# R.B. 1
Die R.B. 1 war eine Nassdampf-Tenderlokomotive, die 1901 mit der Baunummer 2631 von Sächsischen Maschinenfabrik vormals Richard Hartmann in Chemnitz gebaut wurde.
Die norwegische Bahngesellschaft Rjukanbanen erwarb die Lokomotive 1908 von der Valdresbane.

## Geschichte
Rjukanbanen betrieb ein 1909 eröffnetes 46 km langes, im norwegischen Sprachgebrauch halböffentliches Streckennetz, das mit hohen Staatszuschüssen gebaut wurde. Neben den Vestfjorddalsbanen (die heutige Rjukanbane) und der Eisenbahnfährverbindung von Mæl über den Tinnsjø nach Tinnoset gehörte dazu die in Tinnoset beginnende Tinnosbane. Letztere wurde am 25. Juli 1913 von der Staatsbahngesellschaft Tinnoset–Porsgrunnbanen, die im Eigentum von Norges Statsbaner (NSB) und Norsk Hydros Tochtergesellschaft Norsk Transportaktieselskab (R.B.) stand, übernommen und seit dem 1. Juli 1920 von den NSB geführt.
Die Lokomotive R.B. 1 wurde im Mai 1908 für 8.024 Kronen von der Valdresbane beschafft, wo sie als Bauzuglokomotive im Einsatz war.
Nach ihrer Ankunft bei Rjukanbanen wurde sie ebenfalls als Bauzuglokomotive eingesetzt. Nach der Fertigstellung der Strecke fand sie Anwendung im regulären Betriebsdienst auf der Vestfjorddalsbane.
Am 25. September 1928 erlitt die Lokomotive einen schweren Unfall. Bei der Talfahrt auf der Strecke zwischen Vemork und Rjukan (Vemorksporet, 55,6 ‰) beförderte die Lokomotive sechs Wagen. Da die Bremsleistung nicht ausreichend war, überschritt der Zug die zugelassene Höchstgeschwindigkeit und entgleiste.
Die Lokomotive wurde nicht wieder instand gesetzt und 1935 verschrottet.